# Леви (Квебек)
Вижте пояснителната страница за други значения на Леви.
Лѐви (на френски: Lévis) е град в източен Квебек, Канада. Разположен е южния бряг на река Сейнт Лорънс срещу гр. Квебек (град).
Населението през 2011 е 143 414 жители. В сегашния си вид Лѐви е създаден на 1 януари 2002 когато се сливат десет населени места включително стария град Лѐви основан през 1861 г.